# Satsop
Satsop, pleme američkih Indijanaca porodice Salishan sa Satsop Rivera, pritoke Chehalisa, na području današnjeg okruga Grays Harbor u Washingtonu. Kroz povijest Satsopi su popisivani zajedno s Chehalisima. Prema podacima Lewisa i Clarka (1806.) bilo ih je 700 u 38 kuća. Godine 1888 preostalo ih je tek 12., a u popisu 1904. više se ne spominju.
Jezik Satsop Indijanaca razlikuje se od ostalih dijalekata kojim se služe susjedna Lower Chehalis plemena, i jezično su bliži sa skupinama Upper Chehalis ili Kwaiailk. 